# Великий Морець
Великий Морець (рос. Большой Морец) — село у Єланському районі Волгоградської області Російської Федерації.
Населення становить 1384  особи. Входить до складу муніципального утворення Большеморецьке сільське поселення.

## Історія
Село розташоване у межах українського історичного та культурного регіону Жовтий Клин.
Згідно із законом від 24 грудня 2004 року № 980-ОД органом місцевого самоврядування є Большеморецьке сільське поселення.

## Населення
| 2010 | 2012  | 2013  | 2014  | 2015  | 2016  | 2017  |
| ---- | ----- | ----- | ----- | ----- | ----- | ----- |
| 1438 | ↘1419 | ↗1426 | ↘1421 | ↘1408 | ↘1405 | ↘1384 |